# Essenciale Premier
O Essenciale Premier e um arranha-céu localizado no setor Alto da Glória, em Goiânia, Goiás. O edifício se tornará, em 2010, o edificio com o maior número de pavimentos da região Centro-oeste, sendo 38 no total. Será misto, sendo composto por 02 subsolos, térreo, 02 mezaninos de garagem, 15 pavimentos tipo com 06 salas por andar e 18 pavimentos tipo com 06 flats por andar. A área total construída será de 17.480.00 m2.